# ГЕС Ібс-Перзенбойг
ГЕС Ібс-Перзенбойг — гідроелектростанція на річці Дунай, в провінції Нижня Австрія. Розташована між іншими ГЕС дунайського каскаду — Валльзе-Міттеркірхен (вище за течією) та Мельк.
Будівництво електростанції, яка стала першою австрійською ГЕС на Дунаї, розпочалось у 1942 році під час Другої світової війни, при цьому використовувалась примусова праця військовополонених та іноземних працівників. До кінця війни роботи так і не були завершені та відновились лише у 1954-му. Введення гідроагрегатів в експлуатацію відбувалось з 1957-го по 1959 рік.
У процесі будівництва річку перекрили водопропускною греблею, яка утворила водосховище із площею поверхні 10 км2 та об'ємом 74 млн м3. Оскільки створений греблею підпір відчувається протягом 33 км, це потребувало проведення масштабних робіт із захисту прибережних територій, зокрема спорудження двох насосних станцій для відкачування води, що фільтрується через перепони.
Біля лівого берегу в греблі обладнано два типові для ГЕС дунайського каскаду судноплавні шлюзи з довжиною та шириною шлюзової камери 230 і 24 метри відповідно, по центру — п'ять водопропускних шлюзів. Машинний зал розділено на дві частини, одна з яких розміщена біля правого берегу, а друга — між судноплавними та водопропускними шлюзами.
Основне обладнання станції первісно включало шість турбін типу Каплан. В 1993—1995 роках у правобережному машинному залі додали четверту турбіну, яка стала для станції сьомою та довела її загальну потужність до 236,5 МВт. При напорі у 10,9 метра це забезпечує річне виробництво на рівні приблизно 1,37 млрд кВт-год.